# Plužná
Plužná är en ort i Tjeckien.   Den ligger i regionen Mellersta Böhmen, i den centrala delen av landet, 50 km nordost om huvudstaden Prag. Plužná ligger 303 meter över havet och antalet invånare är 198.
Terrängen runt Plužná är platt.Runt Plužná är det tätbefolkat, med 276 invånare per kvadratkilometer. Närmaste större samhälle är Mladá Boleslav, 9,8 km sydost om Plužná. Trakten runt Plužná består till största delen av jordbruksmark.